# Юлиус Фучик
Юлиус Фучик (на чешки: Julius Fučík; 1903 – 1943) е чешки журналист, литературен и театрален критик, публицист и общественик-антифашист.

## Биография
Юлиус Фучик е роден на 23 февруари 1903 г. в Прага, столицата на Чехия, влизаща тогава в състава на Австро-Унгария. Учи във философския факултет на Пражкия университет. От 1921 г. е член на компартията на Чехословакия, а през 1920-те става един от редакторите на печатните органи на компартията на Чехословакия – вестника „Руде право“ („Rudé právo“) и журнала „Творба“ („Tvorba“).
Юлиус Фучик е убеден антифашист, а по време на Втората световна война е деец от Съпротивата. В периода на немската окупация на Чехословакия той публикува под псевдоним цикъл патриотични статии и есета. От 1941 г. Фучик е член на нелегалния ЦК на компартията на Чехословакия и ръководи нейните издания.
През април 1942 г. е арестуван от Гестапо. Намирайки се в пражкия затвор Панкрац, той написва най-известната си книга, „Репортаж с примка на шията“ (на чешки: Reportáž psaná na oprátce), в която се появява известната фраза: „Хора, обичах ви. Бдете!“ (на чешки: Lidé, měl jsem vás rád. Bděte!).
През 1945 г. книгата на Фучик е публикувана и по-късно преведена на 74 езика. Книгата е документално-художествено свидетелство за борбата на антинацисткото движение на Съпротивата в Чехословакия по време на войната. Тя е и изложение на размислите на Фучик за смисъла на живота и за отговорностите на всеки човек за съдбата на света. През 1950 г. Юлиус Фучик посмъртно е удостоен за книгата си с Международна награда за мир. Към началото на 21 век книгата е преведена на повече от 80 езика – повече, отколкото „Приключенията на добрия войник Швейк през Световната война“.
През 1943 г. Фучик е убит в известния берлински затвор Пльотцензе. Той е осъден от Народния съдебен състав на Роланд Фрайслер, впоследствие осъдил участниците от заговора от 20 юли.